# 石和県
石和県（いさわけん）は、1868年（慶応4年）に甲斐国内の幕府領を管轄するために明治政府によって設置された県。現在の山梨県東部を管轄した。

## 概要
1724年（享保9年）に甲斐一国が幕府直轄領化されると、甲府町方は幕府直轄都市として老中配下の甲府勤番支配、在方は勘定奉行配下の三分代官支配となり、甲府代官所、市川代官所、石和代官所が設置された。
1868年（慶応4年）9月、新政府は石和陣屋に石和県を設置。同年10月には府中県、市川県、石和県の3県が甲斐府に統合されたことにより廃止された。甲斐府は甲府県を経て山梨県と改称され現在に至る。

## 沿革
- 1868年（慶応4年）
  - 9月4日 - 新政府が石和代官所が置かれた八代郡市部村（現在の笛吹市石和町市部720）の石和陣屋に石和県を設置。
  - 10月28日 - 甲斐国内の3県が合併して甲斐府が成立。同日石和県廃止。
  - 11月 - 石和郡政局を設置。
- 1869年（明治2年）7月 - 石和郡政局を甲府県庁に統合。

## 管轄地域
- 甲斐国
  - 都留郡 - 107村（旧田安徳川家領を韮山県が管轄した時期があるが、本県に移管されたかどうかなど詳細は不明）
  - 山梨郡のうち - 26村
  - 八代郡のうち - 52村

## 歴代知事
- 1868年（慶応4年）9月4日 - 1868年（慶応4年）10月28日 ： 知県事・石田広和